# جنبش دیوبند در ایران

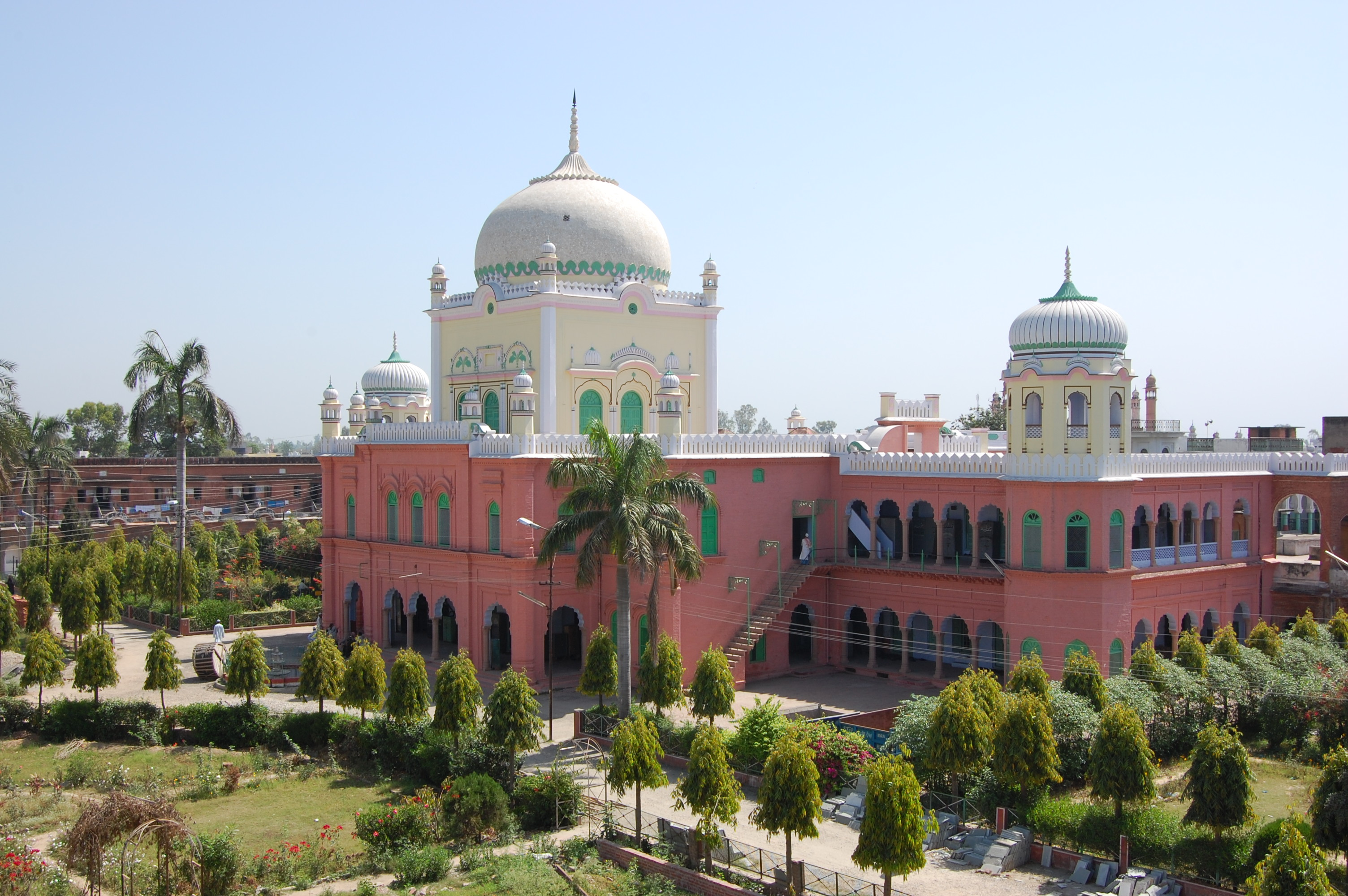
دارالعلوم دیوبند

قیام مردمی هند علیه استعمار به شدت توسط اشغالگران انگلیسی سرکوب شد و همین امر در شیوه ی مبارزاتی آنان تأثیر گذاشت. آن دسته از روحانیون مسلمان که از کشتار جان به در برده بودند، تصمیم گرفتند با ایجاد مراکز آموزشی در برابر هجوم فرهنگی استعمار ایستادگی کنند و بدین ترتیب مدرسه ی دینی دیوبند پایه گذاری شد. حضور طلبه هایی از نقاط مختلف و از جمله بلوچستان ایران، موجب نشر اندیشه های بانیان این مدرسه گردید و نوعی مکتب فکری پدید آمد که از یک سو، ریشه در آموزه های اشعری و ماتریدی داشت و از سوی دیگر ضرورت های سیاسی، اجتماعی جامعه ی استعمارزده ی هند را مدنظر قرار می داد. شاگردان این مدرسه پس از ورود به بلوچستان ایران، ضمن تأسیس مدارس دیوبندی به گسترش این تفکر پرداختند و با تشکیل جماعت های تبلیغی که از روش همتایانشان در هند نمونه برداری شده بود، تلاش زیادی را برای ترویج تفکر دیوبندی آغاز کردند. این تفکرات از یک سو به دلیل ارتباطات فرهنگی اقوام بلوچ با یکدیگر و از سوی دیگر به جهت پیوند حنفی مذهبان بلوچستان ایران و هند در ایران تقویت شده است. تفکر دیوبندی درون مایه ی ضد استعماری و بیگانه ستیزی دارد ؛ لیکن برای مبارزه از سنت الهام گرفته و با نوگرایی آموزشی متداول در اوایل قرن نوزدهم میلادی در تقابل بوده است. امروزه تفکر دیوبندی یکی از جریانهای فکری بلوچستان به شمار می رود و جماعت های تبلیغ در شهرها و روستاهای مختلف به فعالیت مشغولند.

## تأسیس مدرسه ی دارالعلوم دیوبند
مبارزات مردم هند علیه انگلستان به صورت های گوناگونی شکل گرفت. پس از سرکوب قیام مردم هندوستان و قتل تعدادی از مسلمانان، روحانیون شمال غربی این کشور پراکنده شدند و بخشی از آن ها به حیدر آباد مهاجرت کردند. تعدادی نیز در مناطقی خارج از هند مانند مکه اقامت گزیدند. لیکن افرادی مانند «محمد قاسم نانوتوی» و «رشید احمد گنگوهی» تلاش کردند پس از تعطیلی مدرسه ی «سهارانپور» که در آشفته بازار شورش داخلی، جایگاهش را از دست داده بود ، مکتب خانه ی کوچک «دیوبند» را گسترش دهند.
مدرسه ی دیوبند سرانجام در مسجد «چته» گشایش یافت. ( ۱۵ محرم ۱۲۸۳ ق . / ۳۰ مه ۱۸۶۶ م . ) این مدرسه با یک محصل به نام « محمودالحسن » و یک استاد به نام « مولوی محمود » کارش را آغاز کرد. بر خلاف مدارس قبلی که هزینه هایشان از محل اوقاف تأمین می شد ، به علت دست اندازی انگلیسی ها بر اوقاف ، مؤسسین مدرسه گرفتند هزینه های آن را از طریق گردآوری « چنده » یا اعانه ی عمومی تأمین کنند . بدین ترتیب مدرسه از قید حمایت مالی حکومت و ملاکین آزاد می گردید . این مدرسه به مرور گسترش یافت و افراد زیادی از بین طبقات فرو دست و فرزندان خرده مالکان و پیشه وران را به خود جذب کرد . به زودی طلبه هایی از ایالتهای شمالی هند ، پنجاب ، بنگال ، ایران و افغانستان نیز به دیوبند روی آوردند و این مرکز آموزشی توانست بر سایر مدارس هند تأثیر بگذارد. در اندک زمانی بر مؤسسات این مدرسه افزوده شد و به یکی از مدارس بزرگ مذهب حنفی تبدیل گردید تا جایی که بعضی از آن به عنوان « الازهر آسیا » یاد کرده اند.
مدرسه دیوبند در هنگامی که محمود الحسن ، مدیریت آن را به عهده گرفت ، به اوج شهرت رسید و در جهان اسلام از اعتبار بالایی برخوردار گردید . به طوری که از سراسر شبه قاره ی هند ، جنوب آفریقا ، مالایا ، آسیای مرکزی ، ایران و افغانستان برای تحصیل قرآن و سنت در سطح عالی و تخصص در علوم دینی به دیوبند می آمدند . محمودالحسن کوشید مراکز آموزشی وابسته به این مدرسه را در نواحی سرحد شمال غرب هند نیز ایجاد کند و از طریق تبادل مدرس ، شکاف بین مدرسه ی دیوبند و دانشگاه اسلامی نوگرا ی علیگر را برطرف کند.
بنیان گذاران اندیشه ی دیوبند تحت تأثیر افکار « شیخ احمدبن عبدالاحد سرهندی » و « شاه ولی الله احمدبن عبدالرحمان » قرار داشتند. سرهندی وابسته به طریقه ی نقشبندیه بود که از لحاظ فکری معتقد به وحدت شهود بودند ؛ سرهندی به نظریه « ابن عربی » انتقادات شدیدی وارد آورد و با فاصله گرفتن از توحید وحدت وجودی ، میان تصوف و کلام پیوند برقرار کرد.
اساس اعتقاد فرقه ی نقشبندیه «وحدت شهود» بود.آنان معتقد بودند که وحدت در ذات نیست؛ بلکه بر اثر ایمان و عشق به وجود می آید. آرای شیخ احمد سرهندی در مخالفت با عقیده ی وحدت وجود « ابن عربی » ، مسیر عرفان را بین مسلمانان هند تغییر داد . وی چنین استدلال می کرد: "این که هیچ چیز جز خدا وجود ندارد ، منافی با مذهب و عقل است. از این رو درست نخواهد بود که بگوییم همه چیز خداست ؛ درست این است که بگوییم همه چیز از خداست . سرهندی کوشید با فاصله گرفتن از عقاید توحيد وحدت وجودی ، اتحاد صمیمانه ای بین تصوف و کلام پدید آورد. افزون بر نقشبندیه علمای دیوبند به فرقه چشتیه نیز وابستگی داشتند . با این تفاوت که اینان می خواستند طریقت را تابع شریعت سازند." دیوبندیان معتقد بودند که پس از تصحیح عقاید و تحصیل مسایل ضروری شرعی، باید با شیخی که در شریعت راسخ العقیده و به دنیا بی رغبت و خواستار آخرت باشد، بیعت کنند. آنان استفاده از روحانیت مشایخ بزرگ و حتی یافتن فیوض باطنی از مزارهایشان را صحیح می دانستند . یکی دیگر از کسانی که افکارش بر دیوبندی ها تأثیر گذاشته است، «عبدالحق محدث دهلوی» است . هم چنین افکار شاه ولی الله دهلوی نیز بر اندیشه ی دینی این مدرسه ، تأثیر زیادی داشت. وی مطالعه ی حدیث را که پیشتر توسط عبدالحق دهلوی در هند احیا شده بود ، نیرویی تازه بخشید. شاه ولی الله اعلام کرد :"خدا یکی است و هیچ یک از صفات او را نمی توان به پیامبر و قدیسین نسبت داد؛ زیرا اینان تنها می توانند شفیع باشند ؛ لیکن نمی توان به آنان متوسل شد یا از آنان استمداد خواست. وی تأکید می کرد ، پایه ی عقیده ی دینی ، قرآن و حدیث است و سایر منابع ، جنبه ی تکمیلی دارد." شاہ ولی الله معتقد به ترویج و انتشار حدیث و سنت و کوشش در تطبیق فقه با حدیث و دعوت به آن بود. این اندیشه ها در تفکر دیوبندی تأثیر گذاشته است. دیوبندیها نیز معتقد به حضور پیامبر در هر مکان نیستند؛ زیرا حاضر و ناظر بودن را صفتی الهی می دانستند و قرآن و حدیث را تنها مرجع احکام دین می دانستند. آنان با الهاماتی که از این قبیل متکلمان فرا گرفتند، برای دفاع از عقاید اهل سنت و اصول و مبادی آن در داخل و خارج هند کوشیدند.
روحانیون دیوبند هم عقاید ماتریدیان و هم تفکرات اشعری را در دروس و نوشته هایشان مورد استفاده قرار می دادند. به همین دلیل ایشان را «ماتریدیان اشعری گرا» توصیف کرده اند. آنچه مسلم است؛ دیوبندیان مانند بسیاری از مسلمانان هند حنفی مذهب بودند.
«محمدقاسم نانوتوی» از علمای دیوبندی در کتاب «تزكية العقيده» مواردی مانند: قدرت بدون واسطه و منحصر به فرد خداوند ، عدم وساطت قانون طبیعت ، تابعیت عقل نسبت به سنت پیامبر ، استناد به احادیث راویان ثقه و لزوم پذیرش اجتهاد فقهای صحابه تابعین « سلف صالح » را مورد بحث قرار داده است و استدلال می کند : " خداوند نیک است ؛ نه آنکه خداوند آنچه را نیک است ، فرمان می دهد . وی معتقد بود : احکام اسلام الزاماً با طبیعت مطابقت ندارد . وی در کتاب « تقریر دلپذیر » خط مشی فکری اش را برای ستیز با یهودیت ، مسیحیت و آیین هندو پایه گذاری کرده است.
دیوبندیان معتقد بودند سیرت نبوی در ضمن سنت می آید و جزو امور دینی است و هیچ بخشی از امور دینی وجود ندارد ، مگر آن که متصل به آثار سنت پیامبر باشد. آنان روش اعتقادی پیامبر را علم « کلام » ، روش انجام احکام عملی را «فقه» و روش تربیتی و اخلاقی پیامبر را تزکیه و احسان می نامند و معتقدند شریعت از چهار منبع قرآن مجید ، سنت رسول خدا ، اجماع امت و اجتهاد اخذ می شود. آنان تمامی صحابه را متقی و عادل و همه را مورد احترام و حجت می دانند و رفتار آنها را معیار سنجش افراد قرار می دهند . به نظر دیوبندیان ، رابطه ی امت اسلام و صحابه تنها از بعد تاریخی نیست ؛ بلکه پیوندی بر اساس محبت و احترام است . پرداختن به مشاجرات و اختلافات صحابه و مناقشه سر آن نیز ، نشانه ی ضیق قلبی بوده و معتقدند اگر صحابه در امور اجتهادی به خطا رفته باشند ، بازهم دارای اجر هستند و روا نیست اختلافات صحابه به معصیت توصیف شود ؛ زیرا آنان معصوم نیستند و اگر معصیتی هم داشته اند ، باز با اراده ی قلبی نبوده ؛ بلکه صرفاً دارای انگیزه ی خارجی بوده است . یکی از فعالیتهای مهم دیوبندیها ، ایجاد « جماعت تبلیغ » بوده است . « محمدالیاس » جماعت تبلیغ را بین سالهای ۱۹۲۰ تا ۱۹۴۰ م در شمال هندوستان بوجود آورد . . پس از در گذشت وی نیز ، پسر عمویش « انعام الحسن » رهبری جماعت تبلیغی را برعهده گرفت . امروزه رهبری جماعت تبلیغ به صورت شورایی است که مرکز آن در « رائیوند » از توابع لاهور پاکستان است . هدف این جماعت تحکیم ایمان در بین توده های مردم بود . انگیزه ی اصلی به راه انداختن جماعت تبلیغ را چه بسا باید حرکتی برای جایگزینی نقش مدارس ثابت به حساب آورد . این جماعت مانند مدرسه ی سیار ، به تعلیم افراد فقیر و بی سواد می پرداخت ؛ لیکن به مرور این جماعتها تبلیغات شان را بین بازرگانان ثروتمند دهلی نیز گسترش دادند . آنان از این طریق ضمن فراخواندن تجار به رعایت قوانین شرعی در معاملات ، آنان را تشویق می کردند بخشی از وقتشان را به فعالیتهای تبلیغی اختصاص دهند . جماعت تبلیغ در این راه به موفقیت های درخشانی دست یافتند ؛ به طوری که به زودی فعالیتشان را در اغلب کشورهای عربی ، ترکیه ، بریتانیا و ژاپن گسترش دادند و یک شبکه ی بین المللی را از این طریق ایجاد نمودند . امروزه جماعتهای تبلیغ در شمال هند ، بنگلادش و پاکستان ، نفوذ فراوانی پیدا کرده و حوزه ی فعالیت خود را افزون بر اروپا در ایالات متحده ی آمریکا و کانادا نیز گسترش داده است.
در جماعت تبلیغ ، از همه ی طبقات حضور دارند . افراد بی سواد و مستضعف یا افراد تحصیل کرده و ثروتمند همگی در تبلیغات شرکت می کنند . چه بسا افرادی که در جماعت تبلیغ شرکت می کنند ، از نظر معلومات دینی در سطح نازلی باشند ؛ لیکن به سهم خود برای امر تبلیغ ، وظیفه ای را به عهده می گیرند . از بین ایشان فردی به عنوان « امیر » انتخاب می گردد که ممکن است از سایرین جایگاه اجتماعی پایین تری داشته باشد . امیر تمامی کارها را با مشورت دیگران اداره می کند و در اصل خدمت گذار گروه است. آنان بر این باورند که هر مسلمانی باید دست کم سه روز در ماه ، چهل روز در سال و چهار ماه در طول عمر خویش در جماعت تبلیغی شرکت داشته باشد.
جماعت تبلیغ نخست فعالیت هایشان را بیشتر بین طبقات کم سواد جهان اسلام متمرکز کردند . ایشان برخلاف برخی جنبش های اسلامی دیگر مانند اخوان المسلمین ، از نخبه گرایی به صراحت انتقاد می نمایند. حوزه ی فعالیت ایشان همچنین طبقات متوسط شهری نظیر کارکنان دولتی و کسبه و کارگران را دربر می گرفت.
دیوبندیها مواضع بی طرفانهای را در عالم سیاست پیش گرفتند . مشای آنان با این که عليه استعمار انگلیس مبارزه نمودند ، به دلیل این که طعم شکست را در شورش ۱۸۵۷ م. هند چشیدند ؛ از مبارزه ی مسلحانه پرهیز می کردند. جماعت تبلیغ با تجربه ای که از جنبش های اسلامی هند به دست آورده بود ، خود را وقف فعالیت های فرهنگی نمود.

## تأثیرات فرهنگی دیوبندیان در بلوچستان
با جداسازی قسمت بزرگی از بلوچستان در دوره ی قاجار ، طوایف بلوچ که قرنهای متمادی به صورت یکپارچه در جنوب شرقی ایران زندگی می کردند ، از هم جدا افتادند ؛ لیکن پیوندهای دیرینه بین اقوام بلوچ موجب گردید روابط فرهنگی هم چنان استمرار پیدا کند . با تصرف « ملتان » و « اوکاره » توسط امیر چاکر رنده و استقرار قبایل بلوچ ، این روابط وارد مرحله تازه ای شد. میرچاکر در اوکاره فوت کرد و در همانجا به خاک سپرده شد. در همین زمان قومی غیر مسلمان به نام « جات » به آزار مسلمانان این منطقه پرداختند که برخی از سرداران مانند « تاج محمدخان بلوچ » و « موسی خان » پس از کسب تکلیف از « شاه ولی الله » به مبارزه با آنان پرداختند.
یکی دیگر از راههای ارتباط فرهنگی بین بلوچستان ایران و هند ، رفت و آمد پیروان فرقه ی نقشبندیه بود . در بین صوفیان این فرقه ، « شیخ احمد سرهندی » از جایگاه والایی برخوردار بود . وی از تأثیر گذاران اندیشه ی دارالعلوم دیوبند به شمار می رفت . میراحمد بارخان احمدزهی ، خان کلات بلوچستان ایران با ارسال نامه ای در سال ۱۹۳۹ م ، از گردانندگان دارالعلوم دیوبند درخواست کرد تا علمایی را برای تدوین قوانین و ایجاد وحدت در بلوچستان به کلات اعزام کنند . در پی این درخواست « قاری محمد طیب » و « مولانا شمس الحق افغانی » به کلات اعزام گردیدند . پس از تدوین برخی از قوانین ، مولانا شمس الدین به اصرار حاکم کلات در بلوچستان باقی ماند و ریاست اداره ی معارف را برعهده گرفت.
در پی رونق گرفتن مدرسه ی دینی دیوبند ، تعدادی از جوانان بلوچ به این مدرسه رفتند . این گروه از نظر معیشتی در وضعیت سختی قرار داشتند ؛ لیکن پس از سفر میراحمدیارخان به دهلی ، وی با وضعیت طلبه های بلوچ از نزدیک آشنا شد و تصمیم گرفت به هر کدام از ایشان ، ماهیانه مبلغ ده روپیه کمک مالی کند . پس از آن نیز میراحمد یار خان مدرسه ای دینی به یادبود جدش با نام « جامعه ی نصیریه » برای تحصیل طلاب بلوچ تأسيس کرد .
حاکم کلات در سال ۱۳۶۱ ق. به مدیر مدرسه جامعه ی نصیر به اعلام کرد سی تن از طلبه های با استعداد را که از نظر درسی در سطح بالاتری قرار دارند ، انتخاب نماید تا وی آنان را به خرج خودش برای تحصیل به دارالعلوم دیوبند بفرستد. دانش پژوهانی که برای تحصیل به دیوبند رفته بودند ، پس از پایان تحصیلاتشان به بلوچستان بازگشتند و نهضت علمی جدیدی را در مدارس دینی به وجود آوردند . تفکرات ایشان نه تنها در اعتقادات مذهبی بلوچ ها تأثیر گذاشت ؛ بلکه بر آداب و رسوم ، فرهنگ و حتی پوشش ظاهری آنان نیز تأثیر گذاشت.
طلبه های بلوچ مدرسه دیوبندی پس از بازگشت به بلوچستان ، فعالیت های گسترده ای را برای اصلاحات اجتماعی و فرهنگی آغاز کردند . پیش از ورود آنان ، آگاهی های مذهبی در منطقه در سطح پایینی قرار داشت و افکار اهالی را آمیزه ای از اعتقادات خرافی ، پیرگرایی ، تقدس سنگها و درختان و ستایش پدیده های طبیعی ، تشکیل می داد . طلبه های مذکور مبارزه ای پیگیر را علیه خرافه گرایی در روستاها و مناطق دور افتاده آغاز کردند . درختانی را که نزد اهالی مقدس شمرده می شد ، قطع کردند و از پدیده های طبیعی تقدس زدایی نمودند . حمایت خوانین و حکام محلی نیز در موفقیت این علما مؤثر بود . برخی از مولویهای دیوبندی ، مراکزی را که شرک می دانستند با بیل و کلنگ ویران کردند . اینان حضور زنان و مردان بر سر مقابر پیرهای دروغین را به شدت نهی کردند و با این عقیده که ارواح اولیا از احوال افراد با خبر گردیده و در صورت زیارت مزارشان ، به داد افراد می رسند ، به شدت مخالفت کردند . علمای دیوبند هم چنین دراویشی را که ساز و طنبور می نواختند و تنباکو استعمال می کردند ، مذمت نموده و ادعای آنان را که با انتساب به سیادت و در کسوت درویشی ، گدایی را برای خود جایز می دانستند ، محکوم می کردند. برداشتن خاک از قبور اولیا ، شهدا و خوردن و مالیدن آن بدن توسط علمای دیوبندی حرام اعلام شد. همچنین آنان به اصلاح آداب و رسوم مربوط به مرگ و بعد از آن و مراسم عزاداری و ازدواج نیز توجه نشان دادند. بر برخی از علمای دیوبند در بلوچستان به قضاوت می پرداختند . اشخاصی مانند « مولوی عبدالله ملازاده » ، « مولوی عبدالعزیز ملازاده » ، « مولوی عبدالصمد سربازی » ، « قاضی خیر محمد حسن زهی » و « قاضی داد رحمان رییسی » نیز به عالی ترین مقام های قضایی یعنی « قاضی القضاتی » رسیدند.
برخی از روحانیون دیوبندی به دلیل شهرت در امر قضاوت ، « قاضی » نامیده می شدند . امروزه نیز حل و فصل بسیاری از اختلافات مردم را ، مولوی ها انجام می دهند . در مدرسه ی دینی هرشهر هم بخش « دارالافتاء » پاسخ گویی به مسایل شرعی را بر عهده دارد.
از دیگر تأثیرات علمای دیوبندی ، گرایش به تصوف بود . اینان برای رسیدن به تزکیه ی روحانی و اخلاقی ، با مرشدانی در شبه قاره ی هند مرتبط بودند . علمای دیوبند پس از بازگشت به ایران ، هم چنان پیوند خویش را با صوفیان نقشبندیه ی هرات حفظ کرده و با آن ها به عنوان مرید بیعت می کردند ؛ لیکن به علت رسوخ برخی اعمال ناشایست در بین خلفای آن ها در بلوچستان ، این روابط قطع شد.
با گسترش فعالیت طلاب مکتب دیوبند ، شرکت مردم در مراسم مذهبی و توجه به احکام شریعت در بلوچستان افزایش یافت . بسیاری از ایلات کوچنده ی بلوچ نیز در معرض آموزش های دینی قرار گرفتند و مولویها نفوذ زیادی بین مردم به دست آوردند . بر اثر فعالیت روحانیونی که غالباً در مدارس دینی پاکستان یا هند تحصیل کرده بودند ، مسجد یا فضایی برای انجام مراسم مذهبی در بسیاری از روستاهای بلوچستان ساخته شد . این دسته از روحانیون که « مولوی » نامیده می شوند ، عموماً از شرکت در فعالیت سیاسی پرهیز کرده و بیشتر مشغول درس و تعلیم می شدند . گسترش حاکمیت دولت های مرکزی ایران و پاکستان طی چند دهه ی اخیر ، موجب کاهش قدرت سردارها ( بزرگان طوایف ) و افزایش قدرت مولوی های تحصیل کرده در بلوچستان ایران شده است . جایگزین شدن قدرت مذهبی به جای قدرت سرداران در منطقه ، از عوامل افزایش آگاهی دینی بلوچهاست.
امروزه مدارس دینی بلوچستان مانند : « عین العلوم » در گشت و « مجمع العلوم » سرجوی سراوان ، « دارالعلوم » زنگیان ، « عزیریه » انزای و « منبع العلوم » کوهون سرباز ، « اشاعةالتوحید » و « دارالعلوم » زاهدان ، « جامعة الحرمين » چابهار و « دارالعلوم حقانیه » ایرانشهر ، بیشتر بر مبنای تفکر دیوبندی گسترش یافته اند.
مسئولان این مدارس به پیروی از دیوبندیان پاکستان از سال ۱۳۵۸ ش . « شورای هماهنگی مدارس دینی اهل سنت بلوچستان » را تشکیل داده اند و هم اکنون ۴۹ مدرسه ی کوچک و بزرگ با بیش از هشت هزار طلبه در سیستان و بلوچستان تحت پوشش این مدارس هستند . در سالهای اخیر در اکثر شهرها و روستاهای بزرگ ، مدارس دینی دخترانه ای با عنوان « مکتب البنات » ایجاد شده است.
از دیگر اقدامات علمای وابسته به تفکر دیوبندی ، وارد شدن در حلقه ی « جماعت تبلیغ » بود . شکل گیری جماعت تبلیغ در ایران به دوره ی حیات « مولوی عبدالعزیز » در دهلی بر می گردد . وی روزی به ملاقات « مولانا الیاس » بنیان گذار جماعت تبلیغی هند رفته و از او در مورد چگونگی تبلیغات امور دینی در ایران راهنمایی می خواهد. مولانا الیاس نیز وعده ی آمدن جماعت تبلیغ به ایران را داده و بر حمایت از ایشان تأکید کند . پس از این دیدار ، حدود سال ۱۳۳۱ ش / ۱۳۷۳ ق . جماعتی هجده نفره به محل زندگی مولوی عبدالعزیز در روستای « دپکور » مراجعه می کنند . این گروه از جماعت تبلیغی « رائیوند » پاکستان بودند که با حمایت مولوی عبدالعزیز و دیگر علمای منطقه به مدت سه سال در ایران به تبلیغ پرداختند . آنان نخستین گروه جماعت تبلیغی بودند که وارد بلوچستان و ناحیه ی « سرباز » شدند . رهبری آنان را نیز فردی به نام « مشتاق » بر عهده داشت امروزه مساجدی در « زاهدان » ، « ایرانشهر » ، « خاش » ، « سراوان » ، « چابهار » ، « نیک شهر » و « کنارک » دارای جماعتهای تبلیغی هستند.